# 布袋戲
布袋戲（又稱布袋木偶戲、掌中戲、小籠），福州稱作串頭戲，是一種起源於起源於17世紀閩南泉州，後來在臺灣廣泛發展的戲劇形式。在布袋戲中，木偶的頭部通常由木材或其他材料雕刻而成，除了偶頭、戲偶手掌以及人偶足部等部位，偶身及四肢則由布料製成。演出時，表演者將手套穿入戲偶的服裝中，進行操偶表演。
根據布袋戲學者吳明德在《布袋戲名稱考述》中的說法，「布袋」這個詞源自早期的單人式布袋戲，即肩擔戲演出時所使用的大型布袋。這個布袋在演出時不僅可以作為遮蔽主演身體的布幕，還能讓觀眾留下深刻的視覺印象。因此，逐漸形成了將這種戲劇形式稱為「布袋戲」。另一方面，「掌中戲」是業界布袋戲團普遍使用的稱呼，因為突顯了表演者能夠用雙手操控木偶，使之有如百萬兵般翻滾、搖動，將布袋戲的表演提升到了藝術高度。因此，「掌中戲」這個稱呼成為了布袋戲演員們的喜愛。而在民間則俗稱為「布袋戲」。
歷史上，布袋戲曾在福州、泉州、漳州、廣東潮汕地區等地區以及華南其他地區流行，其中在臺灣的發展十分蓬勃。並與宗教信仰、經濟環境、流行藝術形式以及文化價值的傳承密切相關。

## 戲偶

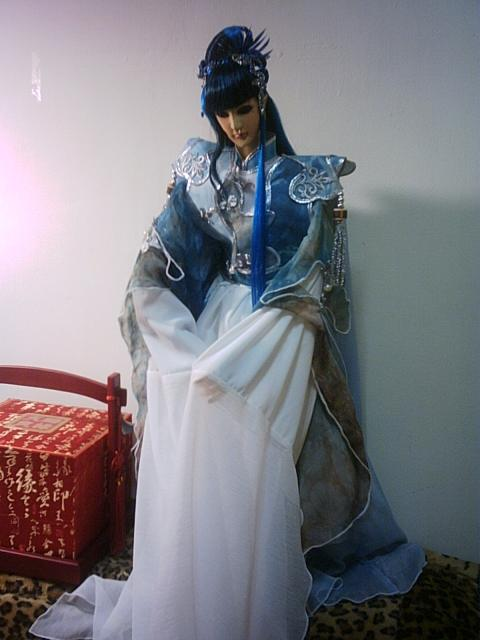
現代布袋戲偶的小旦

布袋戲偶基本結構包括身架、服飾、盔帽(頭飾)，身架包括了頭、布身、手（文手或武手，木製），實心的布腿、鞋（靴子，木製），傳統戲偶高度約30cm，而戲偶頭尺寸以頭盔偶的頭圍(頭部圓周)尺寸來分類，傳統尺寸戲偶頭分為頭號、二號、三號等3種，頭圍分別大約台寸5寸半、4寸半、3寸半，金光戲偶尺寸則有台寸6寸半、7寸、7寸半及大於7寸半等尺寸。
若就角色分類來看，布袋戲戲偶種類有「生」、「旦」、「淨」、「丑」、「雜」、「北」等分類。就傳統布袋戲而言，一個布袋戲班形成，起碼要準備包含此六大類戲偶約60個布袋戲偶；而這就是一般布袋戲藝人所俗稱的一擔籠。
傳統偶頭為木製，其製作流程為砍劈大樣、雕刻粗胚、磨平、糊棉紙、打土底、粉底、上面漆、繪五官及花臉、上亮光漆、裝髮鬚、頭上裝飾等。不管哪角色，早期傳統布袋戲的偶頭木材多產自中國泉州。1920年代以後，臺灣台中萬里公司研發以花園頭模型灌製的賽璐珞偶頭，雖廣為流傳，但正式演出仍以泉州進口的木製唐山頭為主。戰後台灣布袋戲蓬勃發展，在地戲偶雕刻師應運而生，隨著兩岸交通中斷，以及劍俠戲、金光戲的興盛，內台戲的應運而生，都導致戲偶尺寸變大，傳統尺寸戲偶因此沒落。唐山頭中以塗門頭和花園頭最有名。塗門頭的主要製造商是泉州塗門街的周冕號，台灣俗稱塗頭，以花臉見長。花園頭主要來自泉州环山花園頭村（现泉州市丰泽区清源街道环山社区），該偶頭主要的師傅為泉州江加走，以生、旦等素面粉彩見長。泉州產的偶頭木材多採用銀杏木和香梓木，臺灣製的偶頭以樟木、梧桐木為主，少數使用公母柴；現代戲團使用的偶頭材質以進口的印尼白木為主，收藏用偶及傳統尺寸戲偶則普遍採用樟木。
現代電視布袋戲木偶大小約高74～80公分左右，身架及服飾比例拉長，身材比例相當接近真人，約七～九頭身，頭圍則多為台寸7寸。偶頭（如圖1）用樟木或白木雕刻而成，偶頭內有特殊裝置，可以用繩子拉動控制眼睛睜眨，還有用中指扳動嘴唇的控制，也有特殊的偶眼可以左右動。
在戲偶的本體方面，手可分為木製手以及現在廣為使用的橡膠手，該手內置鐵絲，並可輕易扭成特定的手型（如圖2） 另外，現代戲偶的腳（如圖3）已普遍為塑膠製，裝設有膝、踝二關節，鞋子還可以穿脫交換。至於戲偶本身穿的服裝，近代偶身所著衣服變得更華麗且多層次，甚至已與真人的穿著相仿。除此之外，操控布袋戲，讓其自由表演的裝置為天地同；其裝置設於左右手：右手控制偶頭和戲偶右手，左手持一棒控制戲偶左手（如圖4）

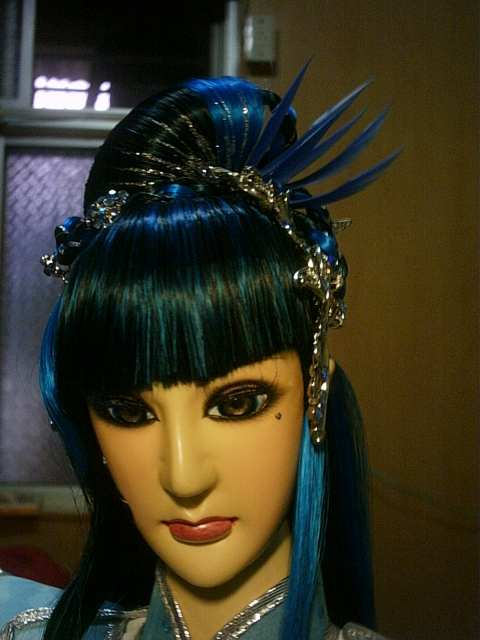
圖1：頭
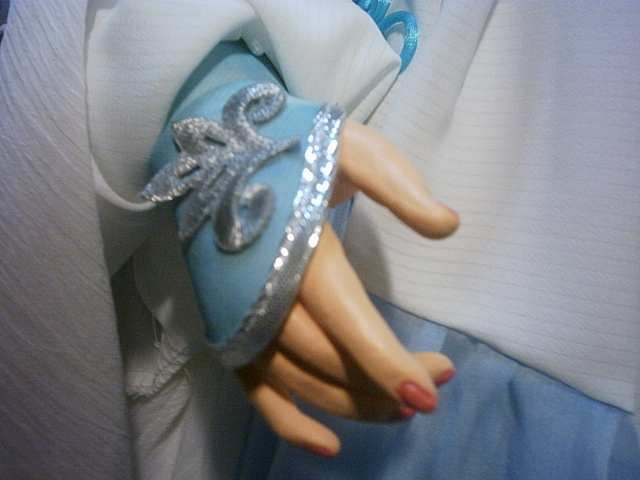
圖2：手
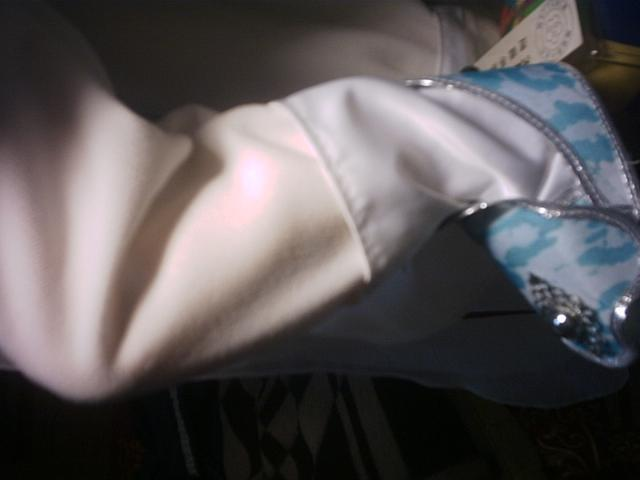
圖3：腳
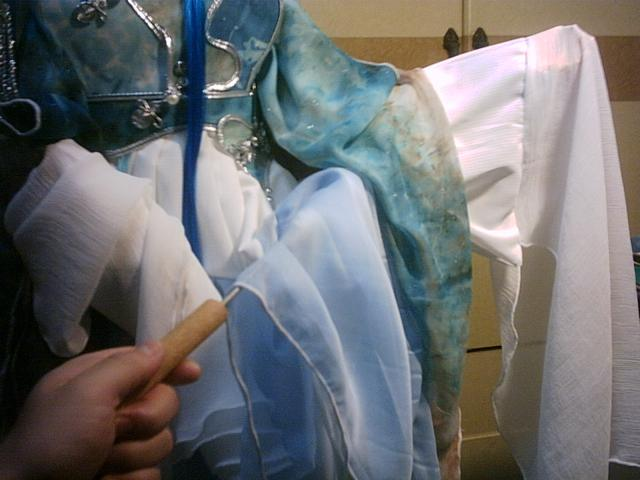
圖4：天地同

## 劇本
布袋戲的傳承著重在布偶操縱技巧與後場音樂搭配，對於演出的劇本大多是以口耳相傳，或是劇團請說戲先生來跟團員們講述故事內容，再由團員上場發揮，因此布袋戲的傳統劇本保存極少。而這些口述劇本，則以三國演義、西遊記、封神榜、水滸傳等小說為主體。
1945年之後，漳泉兩地布袋戲漸趨式微，惟台灣布袋戲仍繼續發展。台灣布袋戲師傅黃海岱廣招徒弟，為了方便傳藝，便將寫下了劇本綱要傳授給徒弟，黃海岱著名的布袋戲劇本有《五虎戰青龍》、《大唐五虎將》、《三門街》、《昆島逸史》、《秘道遺書》。1960年代黃俊雄著名布袋戲作品《雲州大儒俠》劇本，就來自黃海岱的《忠孝義勇傳》。
在台灣之外，位於漳州的漳州木偶劇團1980年代經濟開放後，也出現專替兒童所寫的兒童劇劇本。這種創新的劇本，台灣的新生代及業餘布袋戲劇團亦嘗試過。不過，大綱式劇本的綱要寫法與即興式的閩南語典雅口白仍為布袋戲劇本的主要特色。

## 歷史
布袋戏的历史相當久遠，中国古籍《武林旧事》、《东京梦华录》中记载，宋朝宫廷宴会的礼单上就有掌中木偶戏。不過，就現今被人熟悉的傳統布袋戲而言，該戲種起源，一般來說都是來自泉州的一則傳奇故事。
依據中華民國戲劇學家呂訴上在其著作《臺灣電影戲劇史》的記載：傳說中國明朝期間，有位屢試不中的秀才梁炳麟，在福建興化仙游縣九鯉湖一座仙公廟 祈求高中後，做了一個夢，夢中有一位老人在他手上寫下「功名歸掌上」後離去。梁秀才醒後非常高興，認為是及第的吉兆，不料當次應試又名落孫山。失落之餘，他開始向鄰居學習懸絲傀儡戲，並發展出直接套在手中的人偶，憑著他的文學修養，出口成章，又能引用各種稗官野史，馬上吸引了許多人來看他的表演，布袋戲從當地開始風行起來，梁秀才的名聲也跟著水漲船高，此時他才領悟了「功名歸掌上」這句話的意涵。除此之外，尚有秀才名為孫巧仁，或梁炳麟、孫巧仁二人同行等不同說法。
17世紀中期，布袋戲已於閩南相當受歡迎，亦出現了類似「肩擔戲」的模式。所謂肩擔戲乃是由演出者肩擔戲箱與舞台。至一定地點後，搭好簡易舞台後，操縱者躲在布幃下，肩上簡易木架舞台即成為人偶演出戲台。至18世紀，根據演出場所的不同，布袋戲不但出現職業團體，還視演出地點，分為室外演出的野台戲與在劇院演出的內台戲。其中，野台戲是戲班應邀請到各地演出，後來漸漸變成以迎神謝神祝壽為目的的表演，布景較為簡單，演出人員也較少。
內台戲表演方式雖出現於18世紀，但是真正盛行是在20世紀後。內台戲布景較為華麗，操控木偶與音樂演出者也較野台戲多。然而受到電影、電視等新式娛樂型態的衝擊之下，1980年代之後，除了少許特例之外，內台戲於閩南及台灣各地已相當少見。
另外一方面，內台戲亦於1960年代之後，發展出了電視布袋戲的此一支流。此種將戲台架設於電視攝影棚，於棚內演出的布袋戲戲種，不但於戰後盛行於台灣，造成轟動。演出媒介及場所甚至還延展到1990年代之後的有線電視、錄影帶、電影、光碟及多媒體。

## 流派
一般來說，學者都大約認定布袋戲起源為福建泉州，時間則約為17世紀左右。而之後發展上，布袋戲流派因發展區域橫跨福建下四府與台灣，加上不同時期的各自發展與交流融合，實在很難區分。若最粗概的以表演型態來論，約可分傳統布袋戲與現代布袋戲。在此分類下，即使在布袋戲仍十分流行的台灣，傳統布袋戲的觀眾遠低於現代布袋戲。而普遍所稱的布袋戲流派，實際往往就是指傳統布袋戲的流派。
歷史上的布袋戲中，有以洋歌、逗腔、江湖來讀唱，十番伬為音樂，與閩劇唱法大同小異，福州有最早出現記錄的「串頭戲」。在閩都地區出現的「串頭戲」，一般以劇班的形式（如：達雲霄、駕雲天、賽月宮、新大發、大吉金、雙如意等）出現在公眾視野中。但如若在布袋戲流派而言，簡單的以音樂型態區分，使用南管者稱「南管布袋戲」或「南派布袋戲」，使用廣東潮調者稱作「潮調布袋戲」，使用北管的稱「北管布袋戲」或「北派布袋戲」，「沈明正好彩頭古書布袋戲」劇中，都會加入北管音樂曲牌【風入松】，是著名代表作。20世紀後，台灣又有改良自漳州，並於北管文武場加入京劇鑼鼓點節奏所形成的「外江布袋戲」和採用歌仔戲唱法的「歌仔調布袋戲」；後者並從台灣傳至漳泉兩地。

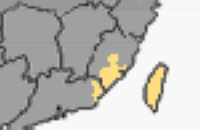
布袋戲的流行區域:福建（漳州、泉州）、廣東潮州與臺灣

另一方面，若使用活躍地區再加以細分，在福建地區，擅長文戲的南派布袋戲盛行泉州，音樂採南管樂，唱腔採用南調，表演上則用唐代流傳下來的梨園戲做派。漳州布袋戲除了鄰近廣東潮州的少數縣屬於潮調布袋戲外，其餘各地均歸屬於音樂使用北管樂的北派布袋戲。 不過，於1980年代之後，隨著布袋戲不斷發展和文化不斷融合，該地區的南北兩派的界限已較不明顯。
在臺灣，傳統布袋戲相同地盛行南管布袋戲及北管布袋戲。其中，南管布袋戲與泉州流行之劇種同名且型態類似，只不過傳來臺灣之後，有其別名為白字。該戲種相同擅長文戲；戲團發源地盛行於臺灣中部之台西、麥寮、褒忠、東勢、四湖等地，而盛行地點偏重臺灣北部。另一者為北管派，於臺灣又稱亂彈，來自漳州，擅長武戲，戲團成員多來自雲林縣的斗六、西螺、斗南、虎尾、古坑與二崙，而戲種盛行地點為臺灣中南部。
| 流派名稱     | 流派別名                     | 流行區域                     | 使用樂器或曲調           | 布袋戲團成員本籍     |
| ------------ | ---------------------------- | ---------------------------- | ------------------------ | -------------------- |
| 雙如意       | －                           | 福州府十邑                   | 十番伬、洋歌、逗腔、江湖 | 福州                 |
| 南管布袋戲   | 南派布袋戲、白字、泉州布袋戲 | 泉州、臺灣北部               | 南管                     | 泉州、臺灣中部雲林縣 |
| 北管布袋戲   | 北派布袋戲、亂彈、漳州布袋戲 | 漳州、臺灣中南部             | 北管                     | 漳州，臺灣中部雲林縣 |
| 潮調布袋戲   | 潮州布袋戲                   | 廣東潮州、漳州東山等閩粵交接 | 廣東潮調                 | 廣東、閩粵交接       |
| 外江布袋戲   | 京戲布袋戲                   | 漳州、臺灣（李天祿）         | 北管、京劇鑼鼓點         | 漳州、臺灣           |
| 歌仔調布袋戲 | －                           | 漳州、臺灣                   | 歌仔調                   | 漳州、臺灣           |

## 各地發展
雖說文獻對於梁炳麟是否發明布袋戲，並無肯定記載。但可以確定：布袋戲的發明與泉州傀儡戲文化息息相關。泉州傀儡戲影響了泉州布袋戲的發明，泉州布袋戲又傳到漳州跟台灣，中國大陆、台灣都公認泉州是布袋戲的發源地。然而在發源地的泉州，布袋戲只是木偶藝術的支流之一，較晚發展的漳州與台灣，布袋戲已凌駕發源地，1950年後的台灣，在傳承與改良及觀眾接受度上，已經明顯領先漳、泉兩地。

### 中國大陸

#### 福建福州
福州稱作串頭戲，是木偶戲劇種之一，在福州已有一千多年的歷史。據《拾遺錄》記載：「南國有人，於掌中備百獸之樂，宛轉屈曲於指間。」早在唐武宗會昌年間（841～846年），閩縣人林滋在《木人賦》中，記述當時福州木偶「曲直不差，短長合度」，頭部則「假丹粉而外周」，表演「即手舞而足蹈，必左旋而右抽」，達到「貫彼五行，超諸百戲」的藝術效果。明代，福州木偶戲藝術有很大的提高，閩縣人葉繼熙觀看福州木偶戲，作七律一首贊道：「鼓拍頻摧夜漏長，賞心樂事喜逢場。隨人舉動多牽掛，過眼興亡漫感傷。面目固知非本相，綺羅底事竟新妝。矮人不省當筵事，枉把郎當笑郭郎。」清代，福州木偶戲有很大發展，府城的最早串頭戲班叫「達雲霄」，稱儒林景戲。繼後有「駕雲天」、「賽月宮」等戲班。多為民間節日婚慶演出，其唱腔曲牌與閩劇大同小異，以洋歌、逗腔、江湖為主體。民國時期，府城有「新大發」、「大吉金」和南臺的「雙如意」戲班。中華人民共和國成立初期，福州木偶戲班卻逐漸消失，唯余「雙如意」尚活躍在府城與南臺地區。在此期間，演出過《孫行者過火焰山》、《陳靖姑祈雨》等。50年代，「雙如意」在南門烏山路口演出《劈山救母》，頗受觀眾歡迎。

#### 福建泉州
清朝乾隆年間（1730年代至1760年代），相關文獻就顯示布袋戲於泉州地區相當流行。此階段泉州布袋戲的戲偶、戲箱、身段、唱做仍不脫傀儡戲戲曲模式。演出也多是謝神、迎送神、祝壽喜慶宴會、動土。直至過不久的1798年，泉州產生了全中國首個職業布袋戲團－金永成偶戲團（晉江東石），布袋戲就此分離於提線木偶自行發展，這種源自傀儡調、使用泉州南音音樂作為唱腔、擅長文戲、講究細緻偶頭與身段，並以泉州閩南語口白演出的布袋戲，也就是南派布袋戲。

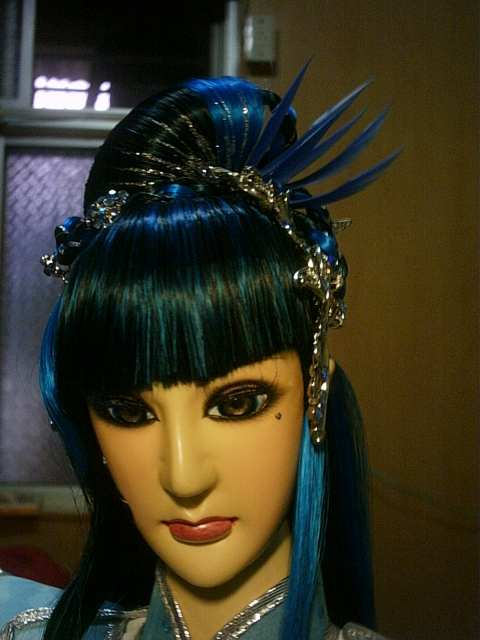
樟木刻的現代偶頭

19世紀是泉州南派布袋戲全盛時期，也同時是將其文化輸出至中國其餘各地的黃金年代。除從傀儡戲沿習更多戲種之外，泉州重視操偶技巧的梨園布袋戲也是讓19世紀泉州布袋戲深受歡迎的原因之一。 20世紀初，比梨園布袋戲更重視唱工的籠底戲流行於泉州。 雖然此戲碼身段細緻，唱工講究，但因劇本完全照本宣科毫無創意，加上詩韻饒舌，終究無法深入民間。經過一段時間沉澱改善後，這些戲碼轉成較活潑的章回小說。更在大幅度改善南管音樂後，泉州布袋戲配合其音樂的打點，過門做出極適合布袋戲文戲的戲碼。不過，因為其進步幅度無法與台灣布袋戲與漳州布袋戲相比，至此已失去龍頭的地位。
20世紀中，泉州布袋戲获得过支持和扶植，後在文化大革命中深受傷害。1980年代後，情況得以改善。這期間，最出名的泉州布袋戲職業劇團當屬成立於1953年的晉江掌中木偶劇團。該團結合南管與梨園改革了本有南派布袋戲的風格，除在閩南頗有盛名外，也多次以《白龍公主》、《五里長虹》等戲劇於中國大陆其他省份及世界各地參與相關文藝活動。另外，泉州地區的布袋戲木偶頭製作也相當具有代表性。從清代「西來意」等六家佛妝店的兼營，到後來塗門街「周冕號」黃良司、黃才司兩兄弟的專業作坊，與花園頭村江加走一門的崛起，其作品迄今仍頗受好評。2006年5月20日，泉州布袋戲被列進中华人民共和国国务院公布的第1批国家级非物质文化遗产名录。

#### 福建漳州
漳州布袋戲的戲箱總數、偶頭、戲碼與泉州相似，應屬同源。不過後場音樂卻與泉州不同的，使用鑼鼓、嗩吶等北管音樂。因為嗩吶音調高亢，鑼鼓喧天，不適合與文戲劇情配合，因此，該地布袋戲戲碼通常為加入武打場面的武戲。此種用北管音樂且擅長武戲的漳州布袋戲稱為北管布袋戲或北派布袋戲。除此，漳州的雲霄、詔安、東山、平和等縣，因與鄰近廣東潮州，不同於漳州其他地方的流行用潮州曲樂作為後場配樂，特別稱為潮調布袋戲，不過該布袋戲僅於漳州小區域流行。
20世紀初，漳州地方士紳藍汝漢自上海引進京劇而大力推廣，同時間，漳州藝人楊勝將京劇唱腔與演出身段引進布袋戲演出中。就音樂方面，此階段的漳州布袋戲則大量加入京劇腔調，薌劇（歌仔戲）回傳入閩南後，用薌劇音樂演唱，或京、薌雜用。身段方面，則重視偶戲肢體細節。1900年至1930年，漳州北派布袋戲與流行於台灣和泉州南管（派）布袋戲或者泉州梨園布袋戲分庭抗禮，並在影響力與風格上，略勝一籌。不只此，該類型布袋戲還於日後傳入台灣，即李天祿之外江布袋戲。

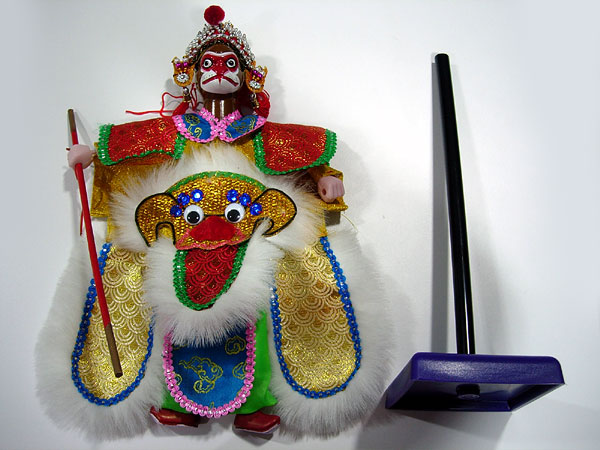
漳州布袋戲以動物描寫與熱鬧武打戲碼見長，如：西遊記之孫悟空表演。

1950年代，中國共產黨取得中國大陸政權後，以國家力量大量培養布袋戲傳承人員，漳州布袋戲也進入了一個新的發展時期。1959年3月，漳州龍溪成立「龍溪專區木偶劇團」， 該劇團集中多位布袋木偶戲藝術家，形成了民間藝術向專業藝術邁進的雛形。1960年代開始，漳州布袋戲向全國範圍傳播，並走向世界。1960年，於羅馬尼亞舉行的第2屆國際木偶傀儡戲節，漳州布袋戲演出的《大名府》、《雷萬春打虎》兩戲碼，憑藉精彩表演獲得表演一等獎，並榮獲兩枚金質獎章。惟因布袋戲發展與這時期中國無法允許的宗教信仰（例如謝神）息息相關，加上文化大革命十多年內對該藝術的禁止，讓漳州布袋戲發展停滯不前。
1980年代文革結束與中國大陸實行經濟開放政策後，在政府扶持下，成立了漳州木偶藝術學校，漳州最大的職業布袋戲團漳州木偶劇團重新活躍起來。同時，在國家一級演員莊陳華與新生代接班人洪惠君、吳光亮等人努力下，漳州木偶劇團藉由兒童木偶劇《森林的故事》等新戲碼重新活躍起來。
現今包含漳州布偶戲團的多家職業漳州布袋戲劇團也如同台灣的傳統布袋戲一樣，面臨著從未有過的挑戰。沒有台灣金光戲演出舞台的漳州布袋戲面對著市場萎縮，觀眾層面越來越窄，創新劇目資金缺乏等問題。為突破困境，漳州木偶劇團積極尋找新的發展途徑，通過送戲下鄉，組織演員到外地演出，開拓演出市場，同時通過各種形式，以台灣金光戲行銷模式為效法對象，來提高漳州布袋戲的知名度。
2006年5月20日，漳州布袋戲與泉州布袋戲同時被列進中华人民共和国国务院公布的第1批国家级非物质文化遗产名录。

#### 浙南溫州
單檔布袋戲這個劇種通行在以中國浙江南部溫州的平陽縣和蒼南縣（民國時的浙江平陽縣，清帝國溫州府平陽縣）為核心的浙南闽语區，2008年6月7日被列進中华人民共和国国务院公布的第1批国家级非物质文化遗产扩展项目名录。

### 臺灣

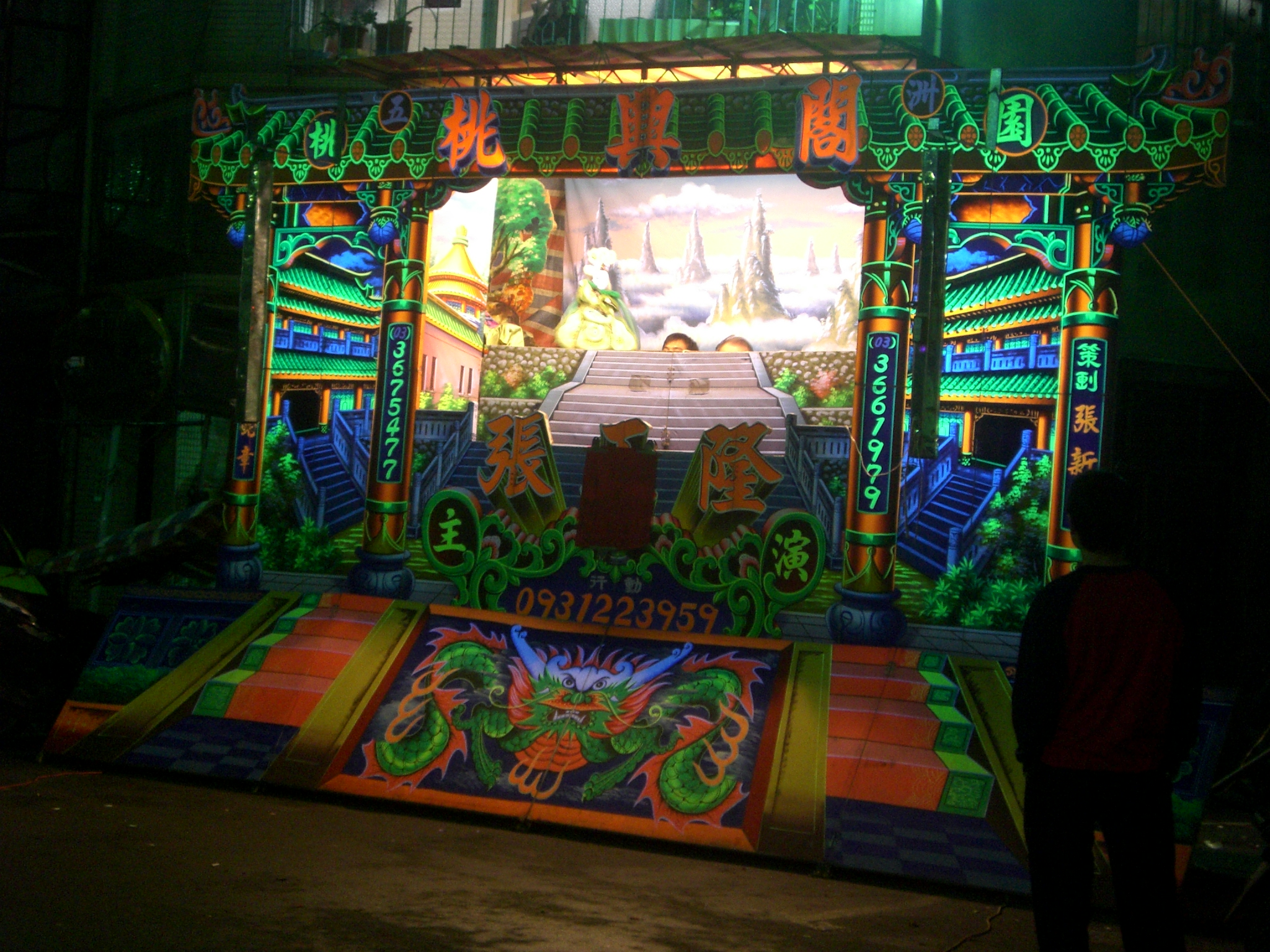
野台布袋戲戲棚

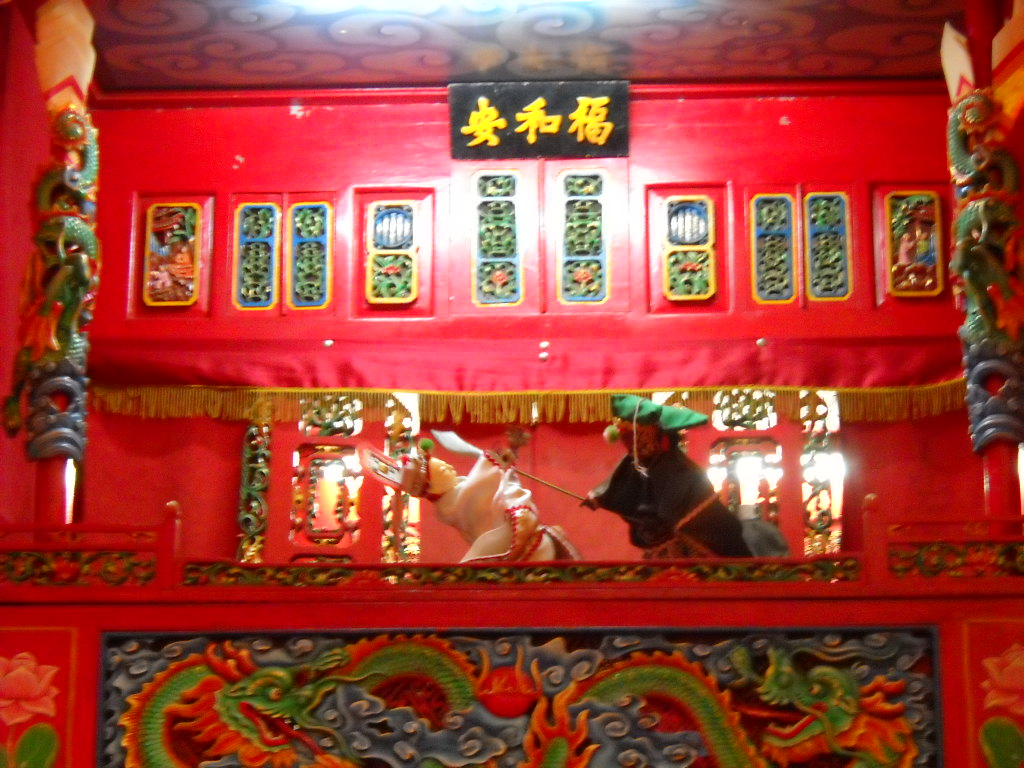
瓦樣布袋戲

1750年代，布袋戲隨著閩南移民進入臺灣，其劇本以古書和演義小說為主。至1920年代，多採以清末民初新著的武俠小說為題，表現手法重視各種奇特劍招與武功的展現為主。在日治時期，因台灣總督府推行皇民化運動，布袋戲也因為皇民化運動而有了改變。
到了戰後的1950年代，「金光戲」開始在中南部各地的野台戲中開始發展。除了在劇情上仍延續劍俠戲時期的武俠內容外，也開始新創劇情及主角。另外，在戲劇之外的表現手法上，金光戲採用華麗的布景、金光閃閃的戲服，並以燈光或其他特效來增加武打的效果。1960年代初期，電影戲院演出布袋戲相當普遍，野台金光布袋戲也仍是鄉村地區的重要娛樂之一，並且已經與中國大陸之布袋戲有很大的不同。
然而，在2022年台北電影節將最佳動畫影片頒給「素還真」布袋戲電影，以此可將布袋戲劃分為動畫形式的一種；臺灣與日本合拍的布袋戲《東離劍遊紀》，因戲偶會擺動衣服跟頭髮、偶的撞擊、場景爆破等演出特效進行拍攝，也屬於「特攝」類型之一。

### 印尼
在印尼，布袋戲一度流行於蘇門答臘與爪哇的華人社群。特別是在爪哇，華人原鄉文化與當地文化融合產生了「土生布袋戲」（Peranakan Potehi），現今則稱「瓦樣布袋戲」（Wayang Potehi，Wayang在爪哇語意指「戲偶」）。瓦樣布袋戲主要被保存於中爪哇（三寶壟）與東爪哇（Gudo, Jombang）的華人社群中；其對白語言大多為印尼語和爪哇語。

## 著名劇團

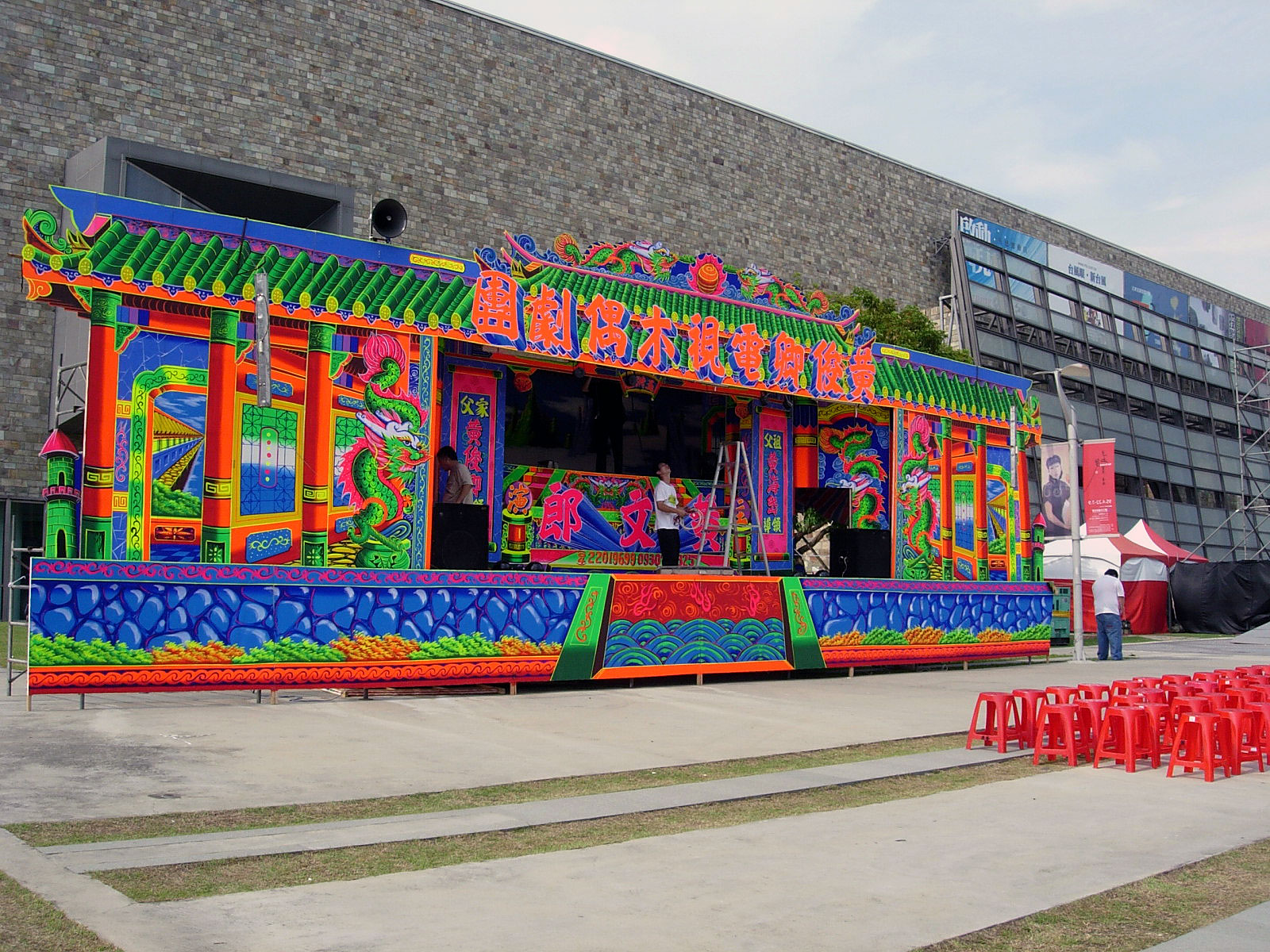
黃海岱長子黃俊卿劇團在台中國立美術館展示的布袋戲舞台

### 臺灣
黃海岱出生於日治時期臺中縣斗六辨務署西螺堡（今雲林縣西螺鎮），父黃馬，母程扁。11歲起，由父親送至學堂讀漢學，建立起文學、音樂的基礎。1915年進入父親黃馬的「錦春園」布袋戲班，與其弟程晟（隨母姓）跟隨父親學習布袋戲，18歲時黃海岱已可獨當一面。1926年娶妻鍾罔市，翌年得子黃俊卿。
1998年黃海岱榮獲成為教育部民族藝術藝師，成為全國最高齡之布袋戲宗師。1999年更獲得全球中華文藝藝術薪傳獎、終身奉獻獎。2000年獲頒中華民國行政院文化獎，2002年榮獲國家文藝獎，同年國立台北藝術大學頒發名譽博士學位給黃海岱。2006年獲選為探索頻道《台灣人物誌2》的六名主角之一。2007年雲林縣議會決議將黃海岱的生日1月2日定為「雲林布袋戲日」。[19]
黃海岱於2007年1月16日因感冒住院，其後併發肺積水造成呼吸衰竭在2月1日進入加護病房。但因藥石罔效，遂遵照民間習俗於2月10日11時30分送返家中，彌留至翌日凌晨0時15分過世，享嵩壽106歲。其告別式於3月10日雲林縣國立虎尾科技大學體育館舉行，公祭當天同時舉辦追悼會，總統陳水扁特別頒發「褒揚令」，各界代表亦以覆蓋國旗儀式，表揚黃海岱對臺灣布袋戲的貢獻。[20]
而現今台灣布袋戲團經由國立傳統藝術中心的推動，在數位化的時代中，亦有關於布袋戲系統性的數位網絡建置網站－布袋戲主題知識網。台灣的布袋戲發展已經走向文化產業期，其中不乏中央補助團體和地方傑出團體，諸如：「五洲小桃源」、「桃興閣」、「磐宇木偶劇團」、「興洲園」等等戲班，讓台灣布袋戲的展現更加有力。

### 福建及其他
- 福州三山木偶剧团：黃奕缺、莊陳華、李幼斌
- 漳州、龍溪布袋戲：楊勝、莊陳華老、洪惠君
- 泉州晉江木偶戲團：李伯芬
- 泉州偶頭雕刻師傅：江朝鉉
- 浙江蒼南、平陽（閩語）：劉傳代、黃朱黃、吳明月。
- 香港：李貽新。
- 湖南邵阳：刘永安和刘永章

## 外部連結
[國立傳統藝術中心:布袋戲主題知識網| ]